# 咸朴島
咸朴島（ハンバクト / ハンバクソム、朝鮮語: 함박도 / 함박섬）は、朝鮮半島西海岸の無人島で、唜島から西に約8.2km離れている。島の形が食器のハムジバク（함지박）に似ているからこの名前がつけられたという。現在、朝鮮民主主義人民共和国が実効支配しているが、大韓民国も領有権を主張している。仁川市の行政区画で唯一軍事境界線以北に位置している。

## 地理
面積は19,971m²で 、黄海上の北方限界線（NLL）から約2km離れている。干潮時は南西に約8.6km離れている隅島と干潟につながる。仁川国際空港や仁川港、江華島などもこの島から60km未満の距離にある。 

## 歴史
もともと江華郡西島面の漁民が古くから潮干狩りなどの漁業をしていた無人島だったが、現在では漁が禁止されている。 
- 1953年に朝鮮戦争の結果として結ばれた「朝鮮戦争休戦協定」第13項ㄴ項目の「添付した地図 図3」によると、咸朴島は1918年に既に京畿道江華郡西島面に属するとして地籍公簿に登載された。しかし、この協定ではこの海域にある大韓民国の領土を白翎島、大青島、小青島、延坪島、隅島の5つの島だけに限定したため、咸朴島は同協定により朝鮮民主主義人民共和国の領土となった[2][3]。
- 江華島に近いが、1965年に大韓民国の漁民が同島に出漁したのち、拉致される事件があった[4]。この時、韓国は島が韓国軍の作戦区域で、大韓民国の領土として認識して北朝鮮に抗議した[5][6][7][8]。
- 2004年12月発行の「仁川広域市島嶼現況」の無人島リストによると、咸朴島は山林庁が所有しており、部隊も駐留しているとしていた[9]。
- 2010年、延坪島砲撃事件の9日後の12月2日に、当時の与党だったハンナラ党の最高委員会で鄭斗彦議員が「隅島は...北朝鮮の咸朴島と8kmしか離れていない。」と発言した[10][11][12][13][14]。
- 2017年5月ごろ、朝鮮人民軍が同島北部に軍事基地を建設し、レーダーなどを設置した[1]。韓国国防部は同島が北朝鮮の領土であるという公式見解を発表した[15]。この危機を契機に、大韓民国海兵隊は有事の際に咸朴島を焦土化する作戦を立案。このことは2019年10月15日に開催された韓国国会の国防委員会国政監査にて海兵隊司令官が公表した[16]。

## 領有権論争
- 2019年6月24日付の週刊朝鮮（朝鮮語版）で「大韓民国の住所に北朝鮮軍駐留？ 西海のNLL 咸朴島ミステリー」の記事を発表されてから、同島をめぐり論争が噴出した。記事の内容の一部は「咸朴島の公式住所は仁川広域市江華郡西島面唜島里山97番地であり、国土交通部と海洋水産部も大韓民国の領土であると認識しているが、国防部は朝鮮民主主義人民共和国の領土として認識している」という内容であった[15]。
- また、週刊朝鮮は2019年7月22日付の記事で「咸朴島が朝鮮民主主義人民共和国の領土というのは、「1953年休戦協定」の文書に記録されて歴史的根拠があるが、 大韓民国の領土という根拠は、1978年12月30日付の林野台帳に初めて登録された記録があるだけで、登録された事由や根拠が残っていない未知の点がある」を指摘し、「2017年ごろから同島に北朝鮮軍の施設が新築されたことが明らかになり、もし大韓民国の領土であれば、これは朝鮮民主主義人民共和国の不法占拠であり、もし朝鮮民主主義人民共和国の領土であれば、これまでに住所を付与した大韓民国政府の行政錯誤が問題になること」を指摘した[17]。

## 関連記事
- 北方限界線
- 西海五島
- 隅島
- 独島
- 離於島